# 拉脫維亞國家歌劇院

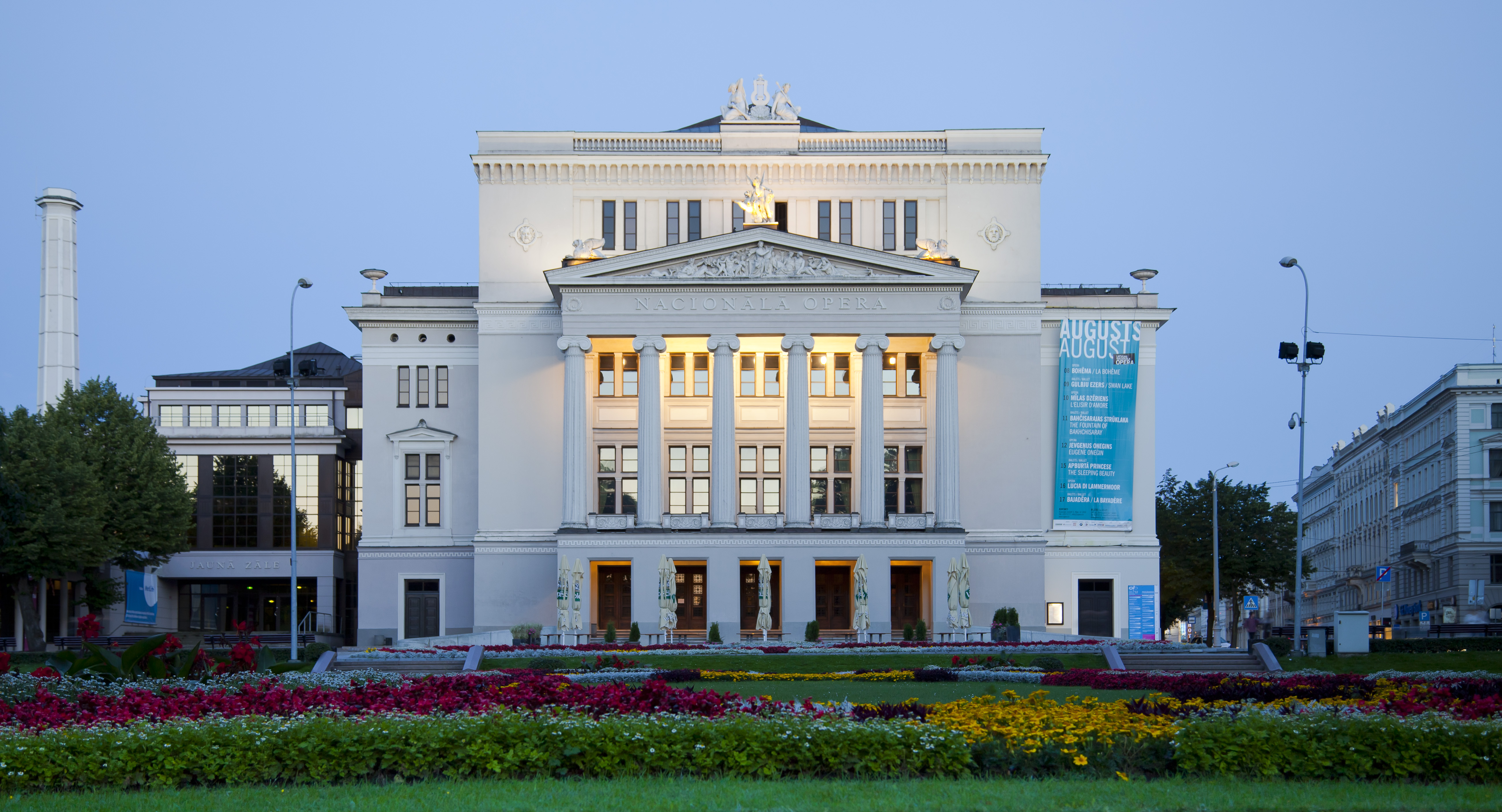
拉脫維亞國家歌劇院

拉脫維亞國家歌劇院（Latvijas Nacionālā opera）位於拉脫維亞首都里加。運營有拉脫維亞國家芭蕾舞團、拉脫維亞國家歌劇合唱團、拉脫維亞國家樂團。

## 外部連結
- 官方网站

56°57′19″N 24°06′17″E / 56.95528°N 24.10472°E